# Ninurta
Ninurta (sumerisch 𒀭𒊩𒌆𒅁 dNin.IB, dNi-nu-ut-t(a), NIN.URTA, Nin-ur-ṭa, Ni-[ur]-ta, Nin-u-ra-as) ist in der sumerischen, akkadischen und assyrischen Mythologie ein Wasser- und Kriegsgott. Sein Kultort war der Tempel E-šumeša in Nippur, und in Girsu der Tempel Eninnu und E-padun-tila wo er teilweise mit dem Gott Ningirsu gleichgesetzt wurde. Seine Symbole sind der Bogen, die sprechende Doppellöwenkopfkeule Šarur und der Löwe. Er wird oft im Kampf mit dem Vogeldämon Anzu dargestellt, aber auch in Siegerpose auf einem Bergrücken und galt so als Vorbild verschiedener Herrscherdarstellungen.

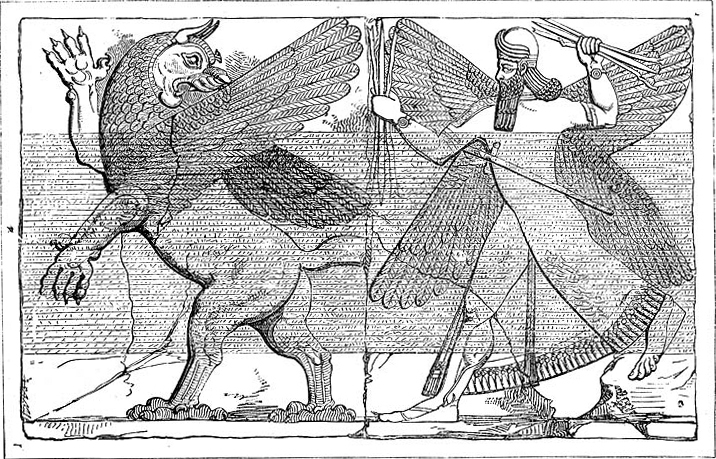
Ninurta kämpft mit einem Vogelungeheuer, wahrscheinlich Anzu oder Azag. Zeichnung von einem Steinrelief am Tempel des Gottes in Nimrud (9. Jahrhundert v. Chr.)

## Familie
Sein Vater ist Enlil, der Gott des Windes, auch Ea und später Aššur werden genannt. Seine Mutter ist im Anzu-Mythos Mami, in anderen Überlieferungen Ninlil, Göttin des Windes, Ninḫursanga, Göttin des Gebirges oder Ninmaḫ, Göttin der Hebammen. Seine Gattin ist Ba'u oder Gula.

## Geschichte
Seit der Ur-III-Zeit ist Ninurta als Kriegsgott belegt, der als strahlender junger Gott die Götter gegen den Vogeldämon Anzu, den Steindämon Asag und den Unterweltdrachen Kur verteidigt.
In babylonischer Zeit diente die Figur des Ninurta als Vorlage für den babylonischen Stadtgott Marduk, und der Kampf mit Kur wurde als Vorbild für den Kampf zwischen Marduk und Tiamat im Enūma eliš Mythos verwendet. Obwohl auch in der babylonischen Zeit Ninurta neben Marduk weiter verehrt wurde, erlebte sein Kult erst in der assyrischen Zeit als Beschützer der Könige und Donnergott eine erneute Blüte, die bis 200 v. Chr. andauerte.
In spätbabylonischen Texten wird er auch oft mit dem Unterweltgott Nergal gleichgesetzt. Dementsprechend ist er je nach Epoche und Mythos entweder mit Gula, der Göttin der Heilkunst oder Ereškigal, der Göttin der Unterwelt verbunden.

## Taten
Er band den Steinberg, er erschlug den Stiermenschen im Meer, er erschlug den sechsköpfigen Widder der wilden Berge und er erschlug die siebenköpfige Schlange. Selbst die unermüdlichen gallu-Dämonen der Unterwelt fürchten ihn.

## Beinamen
- Kind des Ekur[5]

## Funktion
Außer mit dem Kampf gegen Dämonen und Mischwesen ist Ninurta vor allem mit dem Wasser verbunden. Er bewässert die Viehpferche, die Teiche und Gärten in Stadt und Land, er ist die Flutwelle der Schlacht. Jacobsen will seinen Namen von dem Wort für Pflug ableiten, dies wird jedoch nicht allgemein akzeptiert.

## Mythen

### Lugal ud.me.lam nir.ğál
Das sumerische Gedicht ist zugleich Vegetations- und Schöpfungsmythos.
Am Anfang der Schöpfung wurde der Asag, ein Mischwesen aus Vogel, Löwe und Schlange, im Bergland geboren. Enlil, einer der großen Götter, kämpft gegen den Dämon. Er ist aber nicht stark genug und versagt. Asag wird wütend und reißt den Himmel herunter. Deshalb bricht Chaos auf der Erde aus und der Zustand vor der Schöpfung kehrt wieder ein.
Der Kriegsgott Ninurta, „der sein Handwerk versteht“, wird zur Hilfe gerufen. Er bezwingt Asag und stellt die Weltordnung wieder her. Durch sein Zutun führen die Flüsse wieder Wasser und die Fruchtbarkeit des Landes ist gewährleistet.

### Der Anzu-Mythos
Dieser Mythos ist in einer sumerischen und einer akkadischen Version überliefert.
Enlil erhält Nachricht, dass der Vogel Anzu im Gebirge geboren wurde. Enlil setzt den Vogel als Torwächter für seinen Tempel ein. Der mächtige Enlil trägt stets die Schicksalstafeln bei sich. Auf ihnen sind die Schicksale der Menschen und Götter beschrieben und sie verleihen ihrem Besitzer göttliche Kräfte.
Anzu bemerkt, wie Enlil die Tafeln vor dem Baden ablegt. Listig stiehlt er sie und flieht mit ihnen ins Gebirge. Aufgrund dieses Ereignisses erlischt das Leben auf der Erde.
Mehrere Götter versuchen, die Tafeln zurückzuerlangen; sie alle scheitern. Der weise Ea hat den Einfall, Ninurta zum Kampf zu schicken. Ninurta kann schließlich nach einer langen Schlacht, den Anzu töten und die Schicksalstafeln ihrem ursprünglichen Besitzer zurückbringen. Die Weltordnung ist wieder hergestellt und die Vegetation gerettet.

### Ninurta und die Schildkröte
Als Ninurta Anzu im Flug attackierte, ließ dieser die Schicksalstafeln fallen. Sie fielen in den Süßwasserozean, direkt in das Reich von Enki. Nach dem Kampf forderte Ninurta die Schicksalstafeln von Enki zurück, um zum Herrscher über das Schicksal der Menschen und der Götter zu werden. Enki aber, der im Kampf zuvor Ninurta mit seiner Zauberkunst und Weisheit zur Seite stand, war nicht bereit diese auszuhändigen. Er lobte und pries Ninurta als größten Krieger des Universums, aber die Tafeln werde er behalten. Ninurta wurde wütend und drohte damit, den Süßwasserozean zu zerstören. Daraufhin formte Enki aus dem Lehm des Süßwasserozeans eine Schildkröte, diese wiederum grub ein riesiges Loch. Und als Enki Ninurta ablenkte, packte die Schildkröte Ninurta an den Zehennägeln und schleifte ihn in das Loch. So sehr Ninurta sich auch bemühte, er war nicht in der Lage, das Loch zu verlassen. Enki wollte das Loch schließen und Ninurta darin begraben, jedoch ließ er auf Bitten von Ninurtas Mutter, Ninmaḫ, Ninurta frei, mit der Bedingung, dass Enki von nun an der Besitzer der Schicksalstafeln bleibe.

### Weiteres
Eine Tontafel, die Adam Falkenstein das „Lied auf Ninurta“ nannte, berichtet über eine Reise von Nippur nach Eridu, dem Wohnsitz Enkis, die der Held Ninurta unternahm, um die Fruchtbarkeit des Landes zu sichern.